# María José Ribas Ribas
María José Ribas Ribas (Eivissa, 7 de febrer de 1969) és una empresària i política balear, diputada al Parlament de les Illes Balears en la IX legislatura.
Treballa com a empresària i directora d'una urbanització turística. A les eleccions municipals espanyoles de 2007 fou escollit regidora i a la moció de censura del desembre de 2011 fou nomenada tercera tinent de batle de l'ajuntament de Sant Josep de sa Talaia dins les llistes del Partit Popular de les Illes Balears.
Fou escollida diputada per Eivissa a les eleccions al Parlament de les Illes Balears de 2015.
A les eleccions municipals espanyoles de 2019 tornà a sortir elegida regidora del consistori de Sant Josep.